# Vrije Basisschool De Zonnekesschool
Vrije Basisschool De Zonnekesschool is een katholieke school voor kleuter- en lager onderwijs in de Belgische gemeente Hemiksem. De school heeft een afdeling in de Heiligstraat voor kleuteronderwijs en het 1e leerjaar en een in de Lindelei voor het 2e tot 6e leerjaar. De beide afdelingen liggen op een wandelafstand van 300 m van elkaar.

## Geschiedenis
Rond 1850 bestond er reeds een katholieke school in Hemiksem. Er was toen een aparte meisjesschool in de Heiligstraat en een jongensschool in Lindelei. In de volksmond spreekt men nog van de broederschool en de zusterschool.

### Meisjesschool
De meisjesschool aan de Heiligstraat werd in 1850 opgericht door mevrouw Ledoux-Mannekens. De Zusters Maricollen leidden de school in de beginjaren. Door het stijgend aantal leerlingen, werd in 1929 beslist om een nieuwe meisjesschool te bouwen, waarvan het hoofdgebouw nog steeds gebruikt wordt. Het nieuwe gebouw heette "O.L.V. Middelares" en werd in 1931, samen met de nieuwe gebouwen van de jongensschool, door kardinaal Van Roey ingehuldigd.
Op initiatief van pastoor Bruyndonckx werd in 1958 een gemengd kleuterschooltje opgericht aan de Jan Sanderslaan, vlak bij de gemeenteschool. Door de uitbreiding van de tuinwijk waren er in die wijk meer kinderen en men wilde vermijden dat die allemaal naar de gemeenteschool zouden gaan. Dit initiatief kaderde binnen de tweede schoolstrijd en de verzuiling die de politiek toen nog fel beheersten.  Dit wijkschooltje werd bestuurd door de meisjesschool. Door een dalend geboortecijfer, sloot het wijkschooltje in 1973.
In 1962 werd aan de Heiligstraat een prefab gebouw opgericht om de kleuterklassen in onder te brengen. Deze gebouwen zouden nog dienstdoen tot 2011. De kleuterschool was gemengd, maar stond steeds onder het beheer van de meisjesschool.
In 1963 verlieten de Zusters Maricollen de school en werd ze overgenomen door de Zusters der Christelijke Scholen van Vorselaar.

### Jongensschool

Wapen van graaf de Bergeyck

De jongensschool aan de Lindelei werd in 1879 opgericht door graaf de Bergeyck. In 1908 werd de school door het gemeentebestuur aangenomen (zie ook Schoolstrijd (België)). Na het vertrek van "vader Tysmans" was het moeilijk om een geschikte onderwijzer te vinden. In 1913 werden de Broeders van de Christelijke Scholen uiteindelijk bereid gevonden om het onderwijs van de jongensschool over te nemen. 
Ongeveer gelijk met de nieuwbouw van de meisjesschool, werd besloten om een nieuw schoolgebouw op te richten om het groeiende bevolkingsaantal op te vangen. In 1931 werden de huidige schoolgebouwen aan de Lindelei opgeleverd, die nog steeds in gebruik zijn. Het gebouw bestaat uit een grote binnenkoer, waarrond de klaslokalen zich bevinden.
In 1965 vertrokken de broeders uit Hemiksem en werd de school een afdeling van de O.L.V.-college te Boom, bestuurd door leken.

### Gemengde school
De jongens- en de meisjesschool fuseerden tot een gemengde school op 1 september 1973. In augustus 1976 verlieten de laatste zusters de school. Sindsdien bestaat het onderwijzerskorps uitsluitend uit leken. De school werd verzelfstandigd en kreeg een eigen parochiaal schoolbestuur.
Begin 21ste eeuw zag de school een sterke toename van het aantal leerlingen. Daarom werd in 2011 begonnen met de renovatie en uitbreiding van de gebouwen. De prefabgebouwen aan de Heiligstraat werden afgebroken en vervangen door een nieuwbouw met 10 nieuwe kleuterklassen. Het oude gebouw uit 1932 werd grotendeels behouden. Tegelijkertijd werd ook het gebouw aan de Lindelei uitgebreid met 4 nieuwe klaslokalen. De vernieuwde gebouwen werden in 2013 geopend door bisschop Johan Bonny en Mieke Van Hecke, directeur-generaal van het Katholiek Onderwijs. Bij de opening van de nieuwbouw werd de school hernoemd van Gesubsidieerde Vrije Basisschool Hemiksem naar De Zonnekesschool.
In 2015 werd er door verschillende ouders dagenlang gekampeerd voor de school uit angst om geen plaats te hebben voor hun kind. De school werkte daarna een aanmeldsysteem uit, zodat kamperen niet meer nodig was. Sinds schooljaar 2020-2021 gebruikt de school een digitaal aanmeldsysteem waar alle basisscholen van Hemiksem, Schelle en Niel op aangesloten zijn.
In 2016 werd het schoolbestuur overgedragen aan KOBA ZuidkAnt.

### Lijst van directeurs
Directeurs sinds de fusie in 1973:
- 1973–1994: Prosper Ledent
- 1994–2009: Marc Van den Bosch
- 2009–2021: Guy Vloeberghs
- 2021-heden: Bart Rypens

## De gebouwencomplexen vandaag
De voormalige klaslokalen uit de 19de eeuw bestaan nog steeds en worden thans gebruikt door de plaatselijke verenigingen: in de Heiligstraat door de meisjeschiro en femma-afdeling, in de Lindelei door de jongenschiro, KWB, OKRA en turnkring Sint-Jan Berchmans. Het voormalige woonhuis van de broeders is ook bewaard gebleven en herbergt nu het parochiehuis en enkele appartementen.
Het schoolgebouw aan de Heiligstraat uit 1931 wordt nog steeds gebruikt. De voorgevel is nagenoeg onveranderd. De achterkant geeft uit op een grote polyvalente zaal met daarrond de verschillende nieuwe kleuterklassen.
Het schoolgebouw aan de Lindelei uit 1931 wordt ook nog steeds gebruikt. Veel van de originele inrichting, zoals de keramische tegels uit de Hemiksemse fabriek Gilliot, is bewaard gebleven.
Het voormalige wijkschooltje aan de Jan Sanderslaan wordt gebruikt door VOSHEM, een vereniging van oud-scouts.

## Fotogalerij

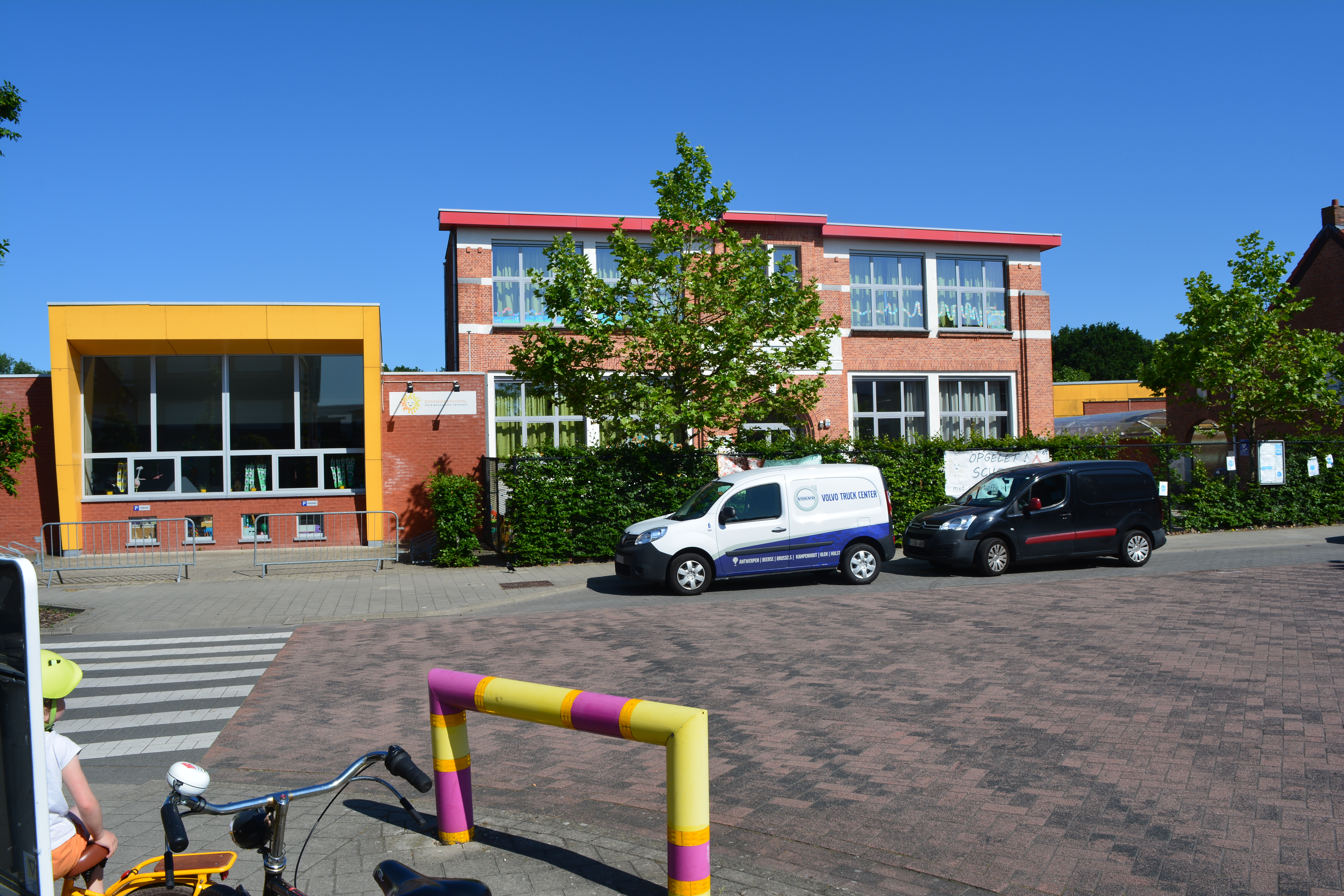
Schoolgebouw afdeling Heiligstraat
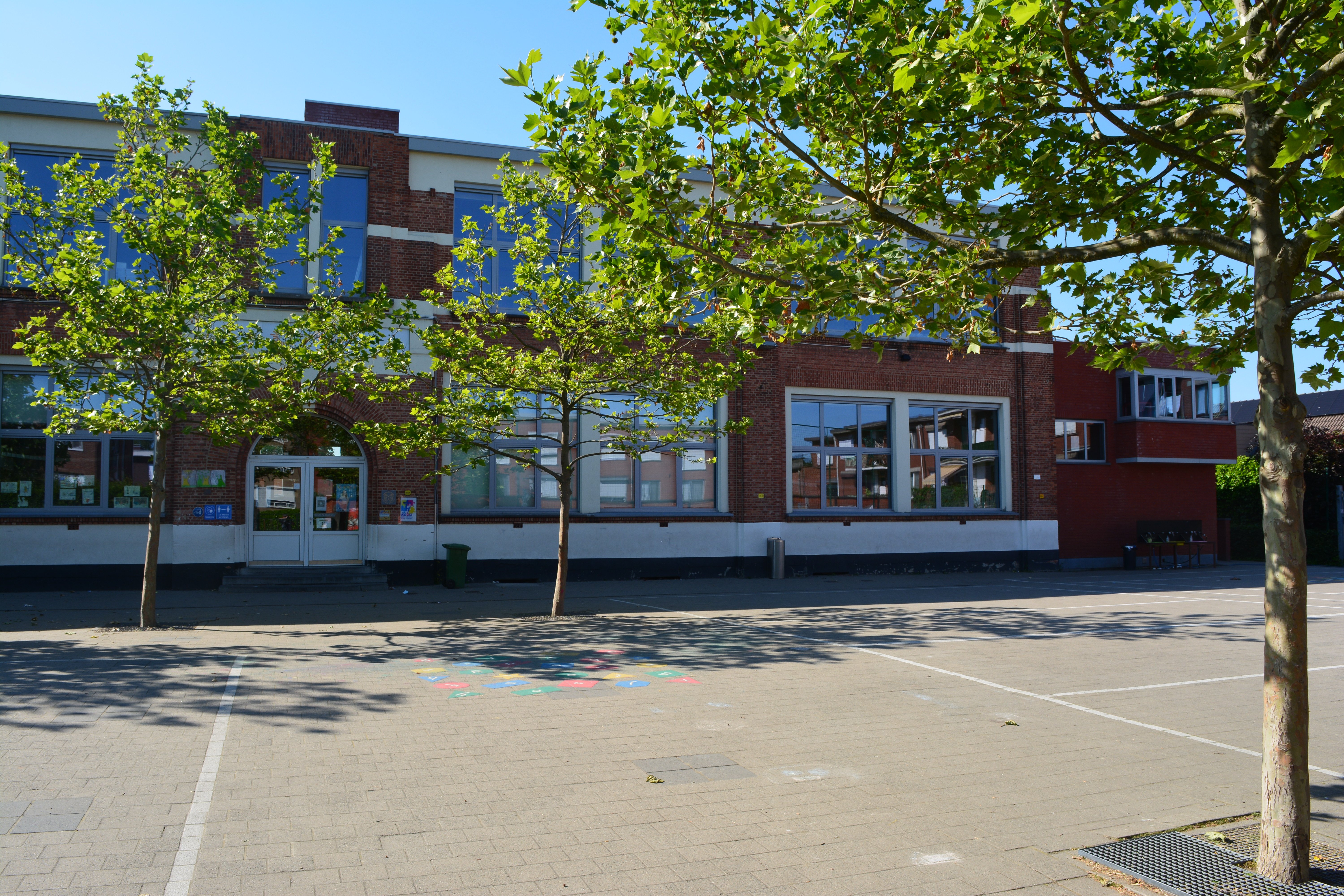
Schoolgebouw afdeling Lindelei
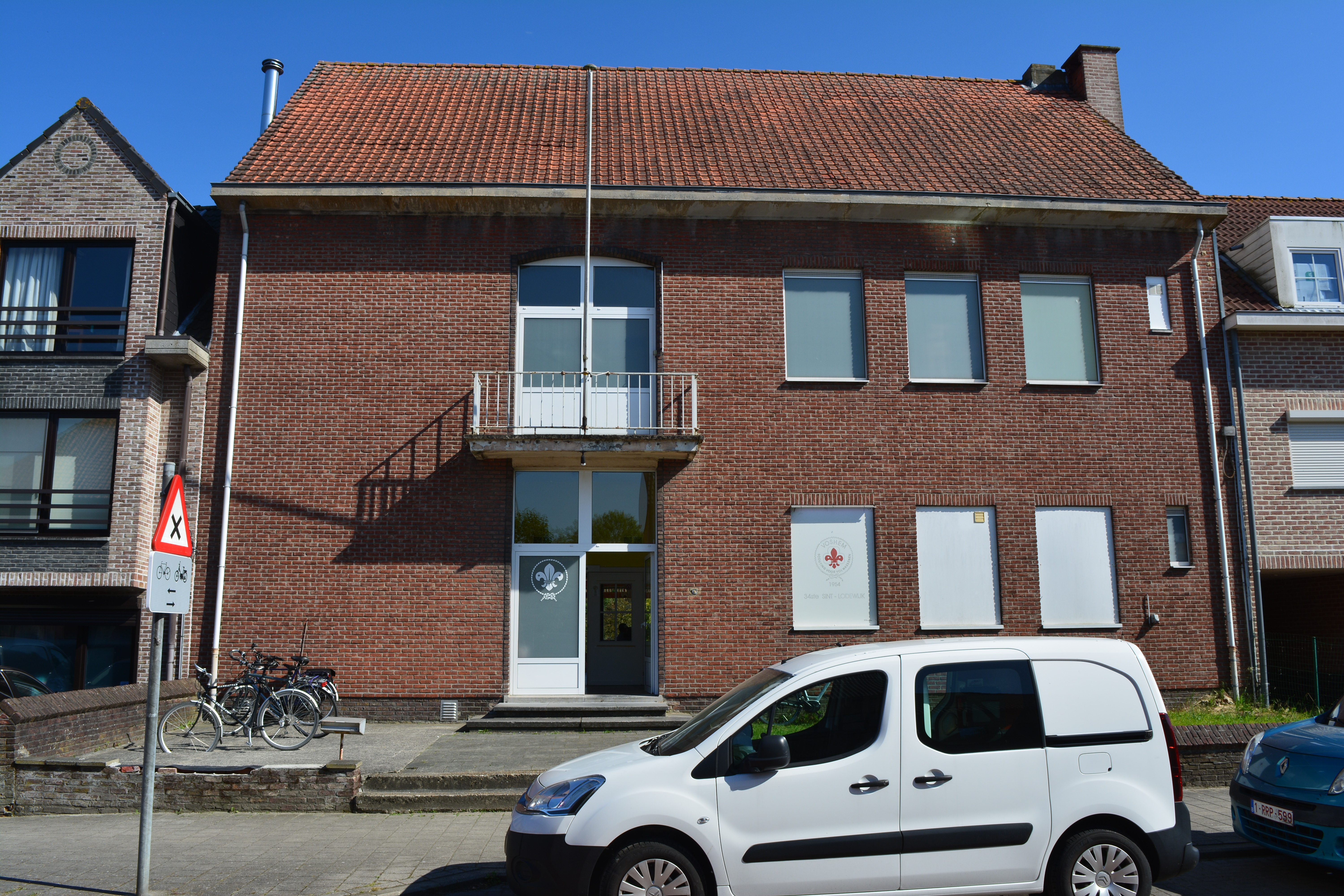
Voormalig wijkschooltje aan de Jan Sanderslaan, thans lokaal VOSHEM
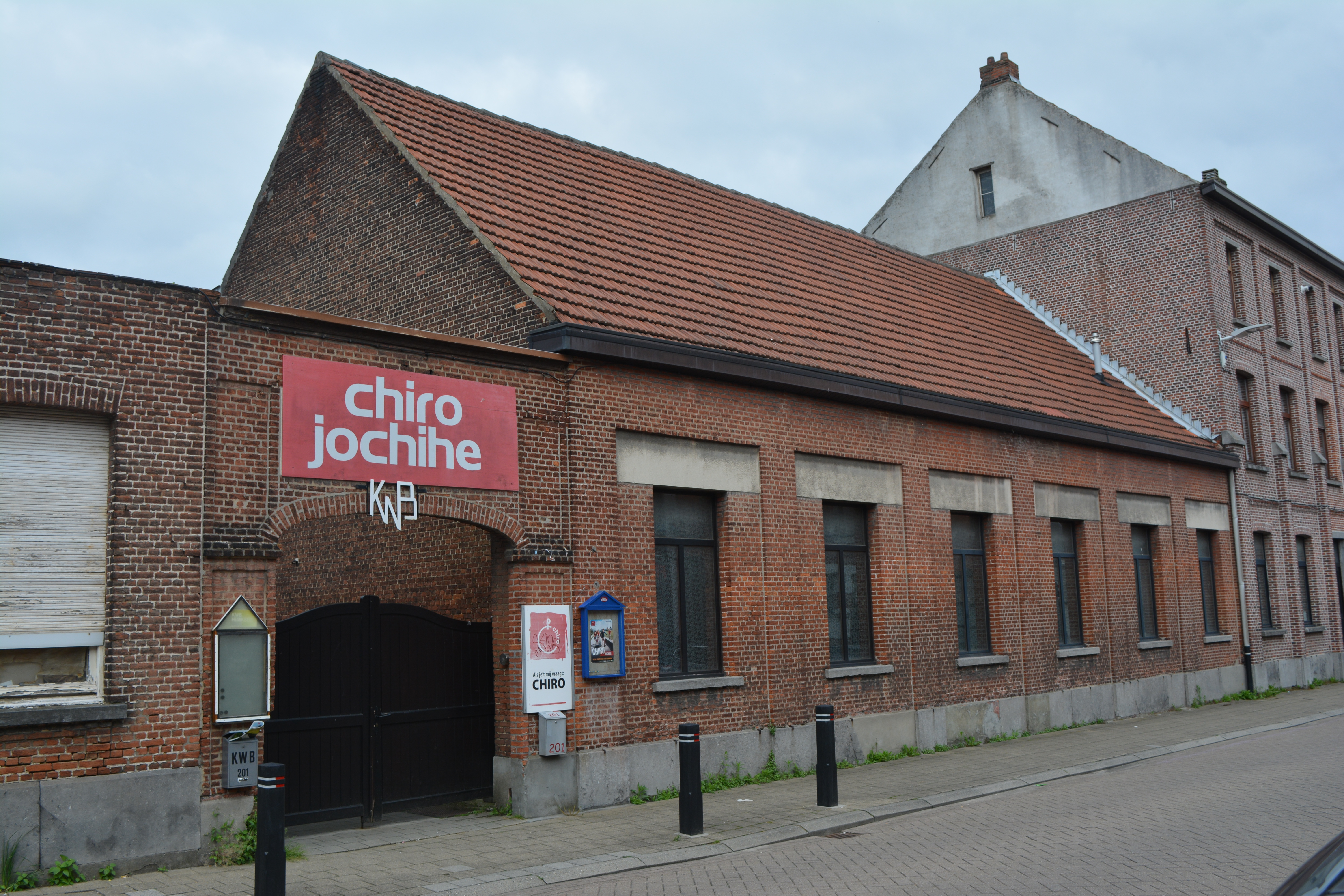
19de-eeuwse lokalen aan de Lindelei, nu gebruikt door diverse verenigingen
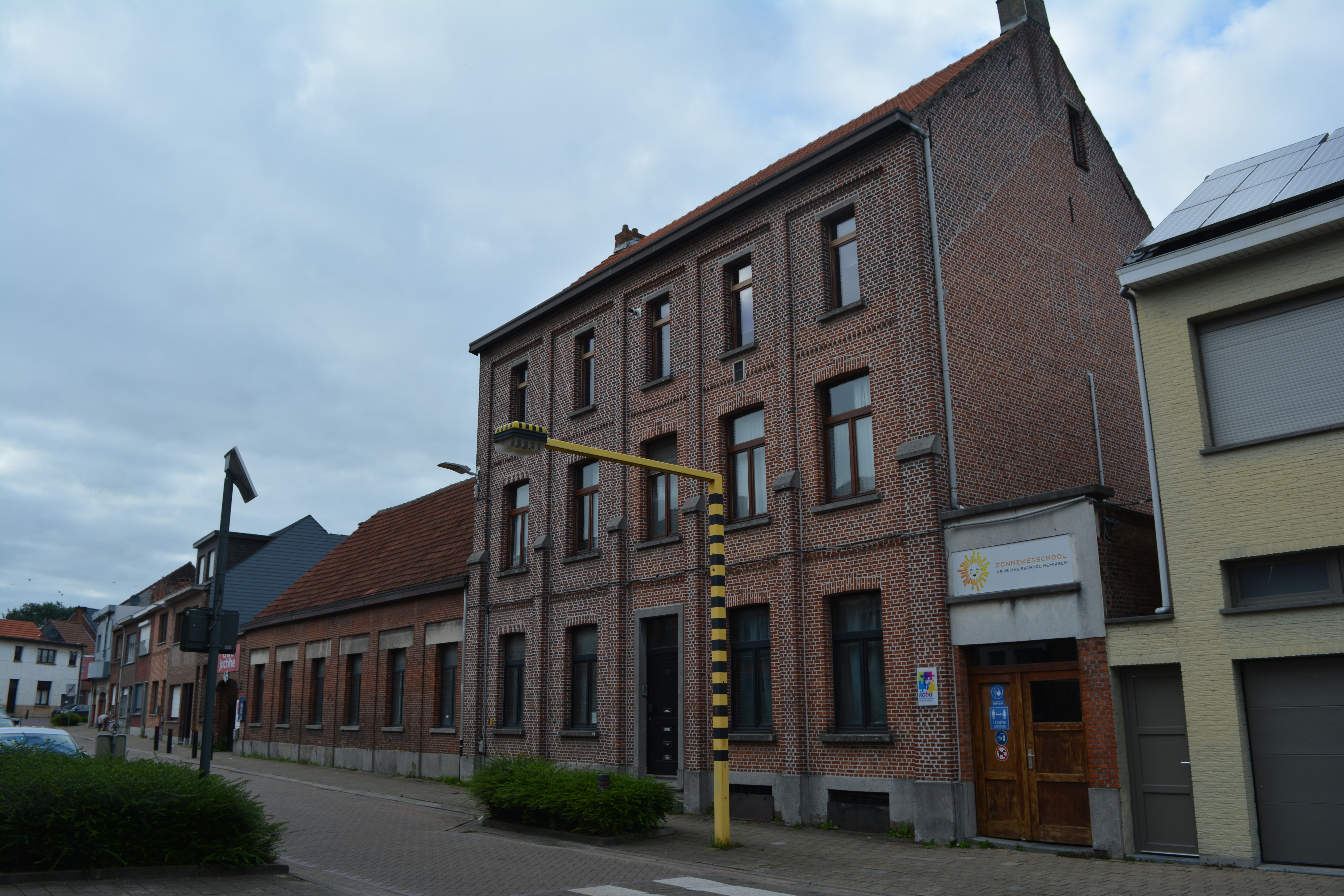
Voormalig huis van de broeders met rechts de zijingang van de afdeling Lindelei